# Alyxia tetanifolia
Alyxia tetanifolia är en oleanderväxtart som beskrevs av R.J. Cranfield. Alyxia tetanifolia ingår i släktet Alyxia och familjen oleanderväxter. Inga underarter finns listade i Catalogue of Life.